# Serena Nik-Zainal
Doktor Serena Nik-Zainal ist eine malaysischstämmige Ärztin und Gesundheitswissenschaftlerin der Cancer Research UK an der University of Cambridge. Sie erforscht Krebs mit Hilfe von Genomsequenzierung und Downstream-Analyse und entdeckte die örtlich begrenzte somatische Hypermutation Kataegis. Als erste Frau gewann sie 2019 den Dr. Josef Steiner Krebsforschungspreis.

## Jugend und Ausbildung
Serena Nik-Zainal wurde in Malaysia geboren und wuchs mit einem älteren Bruder auf. Ihr Vater war der Kardiologe Datuk Dr. Nik Zainal Abidin Nik Abdul, der 1982 an der ersten malaysischen Koronararterien-Bypassoperation und 1984 an der Gründung des National Heart Institute in Malaysia mitbeteiligt war. Sie bezeichnete ihn und ihre Mutter als ihre Inspiration, Ärztin zu werden. Mittels eines Stipendiums absolvierte Serena ein Medizinstudium am Murray Edwards College der University of Cambridge und schloss es im Jahr 2000 erfolgreich ab.
Da ihr Schwerpunkt auf Genetik lag, behandelte sie nach Abschluss des Studiums oft Kinder mit seltenen Erbkrankheiten. Beim Versuch, die entsprechenden Mutationen zu identifizieren, griff sie auf Genomsequenzierung zurück, die allerdings zu diesem Zeitpunkt noch sehr langwierig und teuer war und somit nicht allen Patienten offen stand. Als eine neue, um einiges schnellere Methode zur Genomsequenzierung bekannt wurde, stieg Serena im Jahr 2009 in das Ph.D.-Programm des Wellcome Trust Sanger Institute ein, um diese Technik kennenzulernen und ihre Möglichkeiten zu erforschen.

## Forschung
Während ihrer Zeit am Wellcome Trust Sanger Institute erforschte Serena Nik-Zainal wiederkehrende Muster innerhalb von Zellmutationen, um herauszufinden, wie sich Beschädigungen und Reparaturprozesse der DNA auf die Entstehung von Krebs auswirkten. Mit der Sequenzierung von lediglich 21 Krebsarten und anschließender Downstream-Analyse fand sie Hunderttausende von begleitenden Mutationen. Bislang hatte sich die Krebsforschung hauptsächlich auf die treibenden Mutationen konzentriert, die tatsächlich Krebs hervorriefen, während die begleitenden als „Hintergrundgeräusch“ abgetan wurden. Serena erkannte, dass die begleitenden Mutationen Hinweise geben konnten, wie der Tumor entstanden war und welche Prozesse in der DNA stattgefunden hatten. Sie vergleicht die Muster, von ihr als signatures bezeichnet, gern mit Fingerabdrücken an einem Tatort, mit denen der Tathergang aufgeklärt werden kann.
Die Erkenntnis bestätigte sie in ihrer Vermutung, dass Tumoren zu verschieden waren, um alle auf die gleiche Art behandelt zu werden. Durch die gezielte Genomanalyse von Tumoren erhoffte sie sich individuell besser zugeschnittene Therapien sowie eine höhere Lebensqualität für Krebspatienten. „Indem wir eine komplette ‚Karte‘ von allen genetischen Veränderungen des Krebses haben - denn Tumoren sind hochgradig mutierte Gebilde - können wir genau feststellen, was die jeweiligen Ursachen für Krebs bei jedem einzelnen Menschen sind.“ Bei dieser Arbeit stieß sie in einigen Krebsgenomen auf die bislang nicht identifizierte somatische Hypermutation Kataegis, einem Phänomen, bei dem eine große Anzahl bestimmter Basenpaar-Mutationen in einer kleinen DNA-Region auftritt.
Im Jahr 2012 erwarb Serena mit ihrer Dissertation Exploring mutational signatures in twenty-one breast cancers (deutsch: Erforschung von Mutationssignaturen in einundzwanzig Brustkrebsarten) den Doktortitel. Um ihre Arbeit fortsetzen zu können und tiefere Einblicke in die Signaturen zu bekommen, erhielt sie im Jahr 2013 eine Wellcome Trust Intermediate Clinical Fellowship. Ab 2014 war sie die Leiterin der Abteilung Signatures of mutagenesis in somatic cells (deutsch: Merkmale der Mutagenese in Körperzellen). Im Verlauf ihrer Tätigkeit dort sequenzierte sie 560 verschiedene Brustkrebsarten. Zusätzlich leitete sie das klinische Projekt Insignia, wo sie Patienten mit Gendefekten, Alterssymptomen, neurodegenerativen Erkrankungen und Mutagenkontakten behandelte und deren Mutationsphänomene untersuchte.
2017 erhielt Serena die CRUK Advanced Clinician Scientist Fellowship. Um ihre Erkenntnisse in die klinische Behandlung integrieren zu können, wechselte sie ins Department of Medical Genetics der University of Cambridge. Sie hat das Amt der Professorin der genomischen Medizin und Bioinformatik inne und ist ehrenamtliche Beraterin in klinischer Genetik am Cambridge University Hospitals NHS Trust. Im April 2022 analysierten sie und ihr Team das komplette Genom von mehr als 12.000 Patienten des National Health Service und stießen dabei auf 58 neue Mutationen. Zusätzlich kreierten sie das computergestützte Instrument FitMS, um Wissenschaftler und Ärzte bei der Identifikation von Mutationssignaturen zu unterstützen und somit ihre Patienten effektiver behandeln zu können.

## Privatleben
Serena Nik-Zainal ist mit einem irischen Arzt verheiratet und hat zwei Kinder.

## Auszeichnungen (Auswahl)
- 2010: ASHG Semifinalist Trainee Prize
- 2014: William Bate Hardy Prize
- 2016: CRUK Pioneer Award
- 2019: Dr. Josef Steiner Krebsforschungspreis[2]

Das  National Institute for Health and Care Research verlieh ihr 2021 den Research Professorship Award.
2022 folgte der Francis Crick Medal and Lecture der Royal Society „für gewaltige Beiträge zum Verständnis der Krankheitsursache für Krebs durch ihre Analysen von Mutationssignaturen in Krebsgenomen, die nun in der Krebstherapie angewandt werden.“